# Pokémon Crystal
Pokémon Crystal Version (ポケットモンスター クリスタルバージョン Poketto Monsutā Kurisutaru Bājon) er rollespil fra 2001 udviklet af Game Freak og udgivet af Nintendo til Game Boy Color. Det er en opdateret udgave af Pokémon Gold og Silver og en del af Pokemon-kerneseriens anden generation. Det blev udgivet den 14. december 2000 i Japan, den 29. juli 2001 i Nordamerika og den 2. november 2001 i Europa.
Den 26. januar 2018 blev Pokémon Crystal genudgivet i hele verden via Nintendo 3DS Virtual Console.

## Gameplay
Pokémon Crystal's gameplay er stort set det samme som i Gold og Silver, selvom det har adskillelige nye funktioner. Det er det første Pokémon-spil, der giver spilleren mulighed for at vælge kønnet på deres karakter, mens tidligere karakterer altid altid var mandlig. Pokémon har animerede sprites; for eksempel når en Cyndaquil går i kamp, flimrer flammerne på ryggen af den. Denne funktion var fraværende i både Pokémon Ruby og Sapphire og Pokémon FireRed og LeafGreen, før den dukkede op igen i Pokémon Emerald same alle efterfølgende spil. Derudover blev et par ekstra underplot tilføjet; den ene omhandlede den legendariske Pokémon Suicune, som er spillets maskot, and the other involving the Unown. The game's most significant addition is the Battle Tower, a new building which allows players to participate in Pokémon Stadium-like fights. mens den anden omhandlede Unown. Spillets mest markante tilføjelse er Battle Tower, en ny bygning, der giver spilleren mulighed for at deltage i Pokémon Stadium-lignende kampe. Den japanske udgave af spillet blev udelukkende solgt sammen med Mobile Adapter GB-enheden, der gjorde det muligt at oprette forbindelse til andre spillere via en mobiltelefon, meget lig hvordan Wi-Fi senere blev inkorporeret i spillene.

## Plot
Kontekst og historie forbliver stort set det samme some i Pokémon Gold og Silver. Det legendariske bæst Suicune spiller denne gang en større rolle i spillets historie, end den gjorde i Gold og Silver. Det er nu nødvendigt at forstyrre bæst-trioen (Suicune, Entai og Raikou) for at kunne udfordre Ecruteak Gym Leader Morty. Man møder Suicune på adskillelige lokationer i Johto. Efter at have modtaget Clear Bell (Rainbow Wing i Gold og Silver Wing iSilver), så vil Suicune vare at finde stationært placeret i Tin Tower. Forskeren Eusine, hvis livsopgave er at lede efert suicune, introduceres, og han kæmper mod spilleren i Cianwood City for at opnå Suicunes respekt.

## Udgivelse
Spillet blev udgivet den 14. december 2000 i Japan, den 29. juli 2001 i Nordamerika, og den 2. november 2001 i Europa. Crystal blev genudgivet på verdensplan gennem Nintendo 3DS Virtual Console den 26. januar 2018. En fysisk udgave bestående af en papkasse, der efterligner den originale æske og indeholder en downloadkode til spillet, blev udgivet i Japan og Europa

## Modtagelse
Pokémon Crystal blev taget godt imod af anmeldere, dog var der mange, der kommenterede, at der ikke var nok nye tilføjelse og funktioner til at mærkbart udskele den fra Pokémon Gold og Silver. Graig Harris fra IGN udtalte: "Det (forhåbentligt) sidste Game Boy Colour udgave er klart den udgave, man skal have, hvis man ikke allerede er én af de milliarder af mennesker, der ejer de forrige spil, med Crystals mindre grafik- og designmæssige opdateringer. Men der er ikke meget i denne udgave, som gør den til et 'must have' for folk, som allerede ejer én eller to af de forrige udgaver. GameSpot nominerede Crystakl til dets årlige "Bedste Game Boy Color-spil"-pris, som gik til Oracle of Seasons og Oracle of Ages Det australske Nintendo Gamer-magasin gav 88 ud ave 100 point og roste spillet for dets forbedringer fra Gold og Silver, hvilket inkluderer muligheden for at vælge at spille som enten en dreng eller en pige, forbedret grafik, mere animerede Pokémon kampe og forbedret navigation og udtalte: "Det primære kort og funktioner i spillet forbliver de samme, men der er nok mindre forskelle til, at det er en værdifuld tilføjelse til din Pokémon-spilsamling.
Pokémon Crystal var det andet bedstsælgende spil til Game Boy Color i japan med 1.871.307 solgte eksemplarer. Det solgte næsten 6,4 millioner eksemplarer på verdensplan.

## Eksterne links
- Officiel hjemmeside (USA)
- Officiel hjemmeside (på japansk)